# César pro nejlepší krátkometrážní dokument
César pro nejlepší krátkometrážní dokument je jedna z kategorií francouzské filmové ceny César. Kategorie byla vyhlašována v letech 1977 až 1991 a nově od roku 2022.

## Vítězové a nominovaní

### 70. léta
- 1977: Une histoire de ballon, režie Marceline Loridan a Joris Ivens
  - L'Éruption de la montagne pelée, režie Manuel Otéro
  - Hongrie vers quel socialisme?, režie Claude Weisz
  - L'Atelier de Louis, režie Didier Pourcel
  - Les Murs d'une révolution, režie Jean-Paul Dekiss
  - Ženská odpověď, režie Agnès Varda

- 1978: Le Maréchal-Ferrant, režie Georges Rouquier
  - Ben Chavis, režie Jean-Daniel Simon
  - La Loterie de la vie, režie Guy Gilles
  - Naissance, režie Frédéric Le Boyer
  - Samara, režie Rafi Toumayan

- 1979: L'Arbre vieux, režie Henri Moline
  - Chaotilop, režie Jean-Louis Gros
  - Tibesti too, režie Raymond Depardon

### 80. léta
- 1980: Petit Pierre, režie Emmanuel Clot
  - Georges Demenÿ, režie Joël Farges
  - Le Sculpteur parfait, režie Rafi Toumayan
  - Panoplie, režie Philippe Gaucherand

- 1981: Le Miroir de la terre, režie Daniel Absil a Paul de Roubaix
  - Abel Gance, une mémoire de l'avenir, režie Laurent Drancourt a Thierry Filliard
  - Insomnies, režie Peter Schamoni

- 1982: Reporters, režie Raymond Depardon
  - Ci-gisent, režie Valérie Moncorge
  - Solange Giraud née Tache, režie Simone Bitton

- 1983: Junkopia, režie Chris Marker
  - L'Ange de l'abîme, režie Annie Tresgot
  - Los Montes, režie José Martin Sarmiento
  - Sculptures sonores, režie Jacques Barsac

- 1984: Ulysse, režie Agnès Varda
  - Je sais que j'ai tort, mais demandez à mes copains, ils vous diront la même chose, režie Pierre Lévy
  - La Vie au bout des doigts, režie Jean-Paul Janssen

- 1985: La Nuit du hibou, režie François Dupeyron
  - L'Écuelle et l'assiette, režie Raoul Rossi
  - Hommage à Dürer, režie Gérard Samson

- 1986: New York N.Y. režie Raymond Depardon
  - La Boucane, režie Jean Gaumy
  - C'était la dernière année de ma vie, režie Claude Weisz
  - Un petit prince, režie Radovan Tadic

1987: Neuděleno
- 1988: L'Été perdu, režie Dominique Théron
  - Pour une poignée de kurus, režie Christian Raimbaud a Gilbert Augerau

- 1989: Chet's romance, režie Bertrand Fèvre
  - Classified people, režie Yolande Zauberman
  - Devant le mur, režie Daisy Lamothe

### 90. léta
- 1990: Le porte-plume, režie Bernard Aubouy
  - Le Faucon de Notre-Dame, režie Claude-Christine Farny

- 1991: La Valise, režie François Amado
  - Tai ti chan, režie Chi Yan Wong

### 20. léta
- 2022: Maalbeek, režie Ismaël Joffroy Chandoutis
  - America, režie Giacomo Abbruzzese
  - Les Antilopes, režie Maxime Martinot
  - La Fin des rois, režie Rémi Brachet

- 2023: Maria Schneider, 1983, režie Elisabeth Subrin
  - Churchill, Polar Bear Town, režie Annabelle Amoros
  - Écoutez le battement de nos images, režie Audrey Jean-Baptiste a Maxime Jean-Baptiste

- 2024: La Mécanique des fluides, režie Gala Hernández López
  - L'Acteur, režie Raphaël Quenard a Hugo David
  - L'Effet de mes rides, režie Claude Delafosse

- 2025: Nevěsty z jihu, režie Elena López Riera
  - Petit Spartacus, režie Sara Ganem
  - Un cœur perdu et autres rêves de Beyrouth, režie Maya Abdul-Malak